# 布拉加迪魯鄉 (特列奧爾曼縣)
43°46′N 25°31′E / 43.767°N 25.517°E
布拉加迪魯鄉（羅馬尼亞語：Comuna Bragadiru, Teleorman），是羅馬尼亞的鄉份，位於該國南部，由特列奧爾曼縣負責管轄，處於布加勒斯特西南面90公里，每年平均降雨量992毫米，海拔高度32米，2007年人口4,249。